# Framboise (couleur)

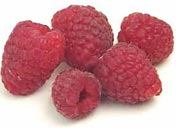
Baies de framboise.

Le nom de couleur framboise, en usage dans le domaine de la mode et de la décoration, désigne des nuances de rouge ou de rose, tirant sur le violet, qui rappellent la couleur naturelle de la baie de framboise arrivée à maturité, qui peut varier quelque peu.
Le nuancier RAL indique RAL 3027 rouge framboise.
Le nuancier ISCC-NBS désigne plusieurs teintes comme « raspberry » (framboise en anglais), avec divers modificateurs (rouge, rose, glacé, vin)
15,
16,
19,
255,
256,
258,
259,
262,
260,
. Les noms de couleur divergent fréquemment en français et en anglais, particulièrement dans le champ chromatique des pourpres et violets.
Dans les nuanciers commerciaux, on trouve, en peinture pour la décoration 
framboise 1,
framboise 3,
framboise 5,
framboise 7,
framboise 8,
coulis de framboise, EE165 sorbet framboise, framboise ; en couleur pour les arts graphiques 176 framboise ; en fil à broder 150 framboise, 3350 framboise glacée. Framboise est également un des noms de couleur retenus pour décrire l'apparence des vins rosés de Provence.
L'azorubine (E122) est vendu comme colorant alimentaire rouge framboise.

## Histoire
L'expression rouge framboisé est attestée en 1828 dans une description médicale. Elle se trouve ensuite fréquemment dans ce domaine.
En 1863, le rouge framboisé perd son accent aigu au profit d'une rime avec gauloise, mais les médecins, pharmaciens et chimistes s'en tiennent le plus souvent à l'usage précédent pendant une bonne dizaine d'années. Vers 1877, le rouge framboise apparaît dans une chronique satirique de la presse quotidienne, pour amplifier comiquement le rougissement d'un personnage.
En 1896, le rouge framboise figure dans une liste des couleurs à la mode pour l'hiver.
Le Répertoire de couleurs de la Société des chrysanthémistes, publié en 1905, donne quatre tons de la couleur Rouge Framboise, en précisant, pour le ton foncé, « Couleur du fruit du framboisier (Rubus Idæus), abstraction faite des villosités blanchâtres qui s'observent sur sa surface ».